# Gérard II (évêque de Séez)
Pour les articles homonymes, voir Gérard II.
Gérard (Girardus) est un évêque de Sées du XIIe siècle.

## Biographie
Chanoine séculier du chapitre cathédral de Sées et homme de grande culture, il succède à Jean de Neuville à l'évêché de Sées. Le chapitre s'oppose à son élection, à la suite de la réforme du chapitre entreprise par son prédécesseur. Ils reçoivent le soutien d'Arnoul de Lisieux et de saint Bernard. Ce n'est qu'après son acceptation d'un chapitre régulier et sa profession qu'il est reconnu par le pape Eugène III,.
En 1150, il subit impuissant la ville de Sées livrée aux flammes par Louis VII, roi de France. Cette même année est fondée l'abbaye de Silly.
Gérard meurt en 1157.